# Maria Cerqueira Gomes
Maria Vieira de Campos Cerqueira Gomes (Porto, 28 de Maio de 1983) é uma apresentadora de televisão e modelo portuguesa.

## Biografia
Filha de Manuel Filipe do Canto Moniz Cerqueira Gomes (Porto, Foz do Douro, 1957/1958) e de sua mulher Marta Cristina de Castelo-Branco Vieira de Campos (Porto, Santo Ildefonso, 3 de Novembro de 1960), residentes na Rua de Malaca, 30, em Nevogilde, Porto, com seis irmãos e irmãs. 
Maria é, pelo lado paterno, sobrinha do empresário Batata Cerqueira Gomes, bisneta de Augusto Cerqueira Gomes, e sobrinha bisneta de Manuel Cerqueira Gomes. É também neta de Maria Dulce da Costa [Guizado] do Canto Moniz Cerqueira Gomes, avó pela qual sempre sempre demonstrou grande admiração.  
Pelo lado materno é neta de João José Mendes Pereira Vieira de Campos (Lisboa, Campo Grande, 14 de Março de 1921), bisneto duma Francesa, duas vezes primo do 1.º Visconde das Fontainhas, e de sua mulher Maria Ana do Sagrado Coração de Jesus António Onofre de Siqueira de Castelo Branco (12 de Junho de 1931), bisneta do Representante do título de Marquês de Belas, 8.º Conde de Pombeiro, representante do título de Visconde de Castelo Branco, trineta do Representante do título de Marquês de Sande, 7.º Conde da Ponte, sobrinha-tetraneta do 1.º Conde de Porto Santo, trineta do 3.º Conde de São Martinho e bisneta do 3.º Conde da Azambuja.

## Vida Profissional
Lançou-se em 2000 como modelo, desfilando para o estilista Miguel Vieira na edição desse ano do Portugal Fashion.
Estreou-se em 2006 no Porto Canal, onde trabalhou até 2018. Começou por apresentar o programa Porto de Abrigo e despediu-se, a 29 de Novembro de 2018, com o formato Olá Maria!, que apresentava a solo. Durante esses 12 anos, Cerqueira Gomes apresentou programas como Quem te Viu e Quem te Vê, Porto Alive, Grandes Conversas e Grandes Manhãs. Em 2018, despediu-se do canal de cabo e rumou à estação generalista TVI, onde foi apresentada como a nova apresentadora do talk-show matutino Você na TV! no lugar de Cristina Ferreira, após a sua mudança para a SIC. Estreou-se no canal no dia 2 de Janeiro de 2019, aquando da re-estreia do programa. Foi escolhida para apresentar a sexta edição do talent show da TVI A Tua Cara Não Me É Estranha em Maio de 2019, após César Mourão recusar o convite da TVI.
A partir de 2021, tornou-se apresentadora fixa dos programas de sábado à tarde Em Família, em dupla com Ruben Rua, (até fevereiro de 2025) e Conta-me, em alternância com Manuel Luís Goucha, (até janeiro de 2024) na TVI.
Em 2021, apresenta um novo reality show na TVI - O Amor Acontece , com Pedro Teixeira.
Em 2022, apresenta a 5a edição do talent show da TVI Uma Canção para Ti , com Manuel Luís Goucha.
Em 2023, é escolhida para apresentar a solo na TVI, o novo reality-show Casamento Marcado.
Em 2024, apresenta com Rui Simões o novo talent-show da TVI, Mistura Beirão.
Em 2025, é exibido na TVI (exibido em 2024 na Prime Video) o documentário denominado Maria no qual é protagonista. No último trimestre deste ano, apresenta o novo game-show da TVI "The Quiz with Balls" e que posteriormente ganhou o nome português, Ora Bolas!.

## Vida pessoal
Maria Cerqueira Gomes é mãe de dois filhos.
Francisca nasceu em Janeiro de 2003, quando Maria tinha 19 anos, fruto de uma relação com o piloto de automóveis Gonçalo Gomes. Da sua relação com Gonçalo, tinha o casamento marcado e organizado, mas cancelou-o cinco dias antes da data. Separou-se do companheiro dois anos, e voltaram a viver juntos mais 4 anos.
João nasceu em Agosto de 2017, quando Maria tinha 34 anos, filho do ex-companheiro, o empresário António Miguel Cardoso. Com a mudança para Lisboa, a apresentadora viu a sua relação com António Miguel Cardoso chegar ao fim em agosto de 2019.
Namorou entre 2024 e 2025, com o toureiro espanhol Cayetano Rivera Ordóñez.
Em 2017 lançou um blogue, o Come on Mary!, focado nos temas fashion e lifestyle.

## Carreira

### Moda
| Ano  | Estilista      | Evento           | Coleção        |
| ---- | -------------- | ---------------- | -------------- |
| 2000 | Miguel Vieira  | Portugal Fashion | N.A.           |
| 2016 | JJHeitor Shoes | Portugal Fashion | Outono/Inverno |

### Televisão
| Ano         | Canal       | Programa                                  | Notas                                                                                                 |
| ----------- | ----------- | ----------------------------------------- | --- |
| 2006 - 2007 | Porto Canal | Porto de Abrigo                           | Apresentadora                                                                                         |
| 2006        | Porto Canal | Quem Te Viu e Quem Te Vê                  | Apresentadora                                                                                         |
| 2007 - 2014 | Porto Canal | Porto Alive                               | Apresentadora                                                                                         |
| 2008 - 2011 | Porto Canal | Porto Fino                                | Coordenadora                                                                                          |
| 2009        | Porto Canal | I Love New Me                             | Apresentadora                                                                                         |
| 2012 - 2015 | Porto Canal | Grandes Conversas                         | Coordenadora e apresentadora, ao lado de Júlio Magalhães                                              |
| 2012        | Porto Canal | Gala Dragões de Ouro                      | Apresentadora                                                                                         |
| 2014 - 2015 | Porto Canal | Grandes Manhãs                            | Apresentadora, ao lado de Ricardo Couto                                                               |
| 2016 - 2018 | Porto Canal | Olá Maria!                                | Apresentadora                                                                                         |
| 2016        | Porto Canal | 4.ª de Letra                              | Apresentadora                                                                                         |
| 2016        | Porto Canal | Língua Afiada                             | Apresentadora e moderadora                                                                            |
| 2018        | Porto Canal | Gala Dragões de Ouro                      | Apresentadora, ao lado de Júlio Magalhães e Rui Cerqueira                                             |
| 2019 - 2020 | TVI         | Você na TV!                               | Apresentadora, ao lado de Manuel Luís Goucha                                                          |
| 2019        | TVI         | Juntos em Festa                           | Apresentadora, ao lado de Leonor Poeiras                                                              |
| 2019        | TVI         | A Tua Cara não me é Estranha (6.ª edição) | Apresentadora                                                                                         |
| 2019        | TVI         | O Chef é Você!                            | Apresentadora, ao lado de Manuel Luís Goucha                                                          |
| 2019/ 2025  | TVI         | Festival da Comida Continente             | Apresentadora                                                                                         |
| 2020        | TVI         | Você na TV!                               | Repórter                                                                                              |
| 2020        | TVI         | Você na TV!                               | Apresentadora da rubrica "Copo meio Cheio"                                                            |
| 2020 - 2021 | TVI         | Somos Portugal                            | Apresentadora esporádica                                                                              |
| 2023        | TVI         | Somos Portugal                            | Apresentadora esporádica                                                                              |
| 2020        | TVI         | Em Família                                | Apresentadora, ao lado de Cláudio Ramos                                                               |
| 2021 - 2025 | TVI         | Em Família                                | Apresentadora, ao lado de Ruben Rua                                                                   |
| 2021        | TVI         | Em Família                                | Apresentadora, com Nuno Eiró, Pedro Fernandes, Pedro Teixeira, Manuel Luís Goucha e Mafalda de Castro |
| 2024        | TVI         | Em Família                                | Apresentadora da emissão da manhã, ao lado de Nuno Eiró/ Idevor Mendonça                              |
| 2021 - 2024 | TVI         | Conta-me                                  | Apresentadora                                                                                         |
| 2021        | TVI         | O Amor Acontece                           | Apresentadora, ao lado de Pedro Teixeira                                                              |
| 2022        | TVI         | Dois às 10                                | Apresentadora, ao lado de Cláudio Ramos, na ausência de Maria Botelho Moniz                           |
| 2022        | TVI         | Uma Canção para Ti 5                      | Apresentadora, ao lado de Manuel Luís Goucha                                                          |
| 2022        | TVI         | Goucha                                    | Apresentadora, na ausência de Manuel Luís Goucha                                                      |
| 2023        | TVI         | Casamento Marcado                         | Apresentadora                                                                                         |
| 2024        | TVI         | Mistura Beirão                            | Apresentadora, ao lado de Rui Simões                                                                  |
| 2024        | Porto Canal | Gala Dragões de Ouro                      | Apresentadora, ao lado de Pedro Teixeira                                                              |
| 2025        | TVI         | Ora Bolas!                                | Apresentadora                                                                                         |

Emissões Especiais Porto Canal
- Festa de São João
- Cortejo da Queima das Fitas
- Especial Ano Novo
- Festa da Nossa Senhora d'Agonia

| Ano             | Programa                                                                         | Notas                                                                                             |
| --------------- | -------------------------------------------------------------------------------- | ------------------------------------------------------------------------------------------------- |
| 2019            | Conta-me Como És                                                                 | Entrevistada por Fátima Lopes                                                                     |
| 2019            | Dança com as Estrelas - 4ª. Edição                                               | Convidada                                                                                         |
| 2019            | Especial 26.° Aniversário TVI                                                    | Apresentadora, ao lado de outras caras TVI                                                        |
| 2019            | Apanha se Puderes                                                                | Concorrente, em dupla com Manuel Luís Goucha                                                      |
| 2019            | O Resto é Conversa                                                               | Convidada                                                                                         |
| 2019            | Você na TV! - Especial Natal                                                     | Apresentadora, ao lado de Manuel Luís Goucha                                                      |
| 2019            | A Tua Cara não me é Estranha - Especial Natal                                    | Apresentadora                                                                                     |
| 2019            | Ver P'ra Crer Especial                                                           | Concorrente                                                                                       |
| 2019            | Especial Fim de Ano - Albufeira                                                  | Apresentadora, ao lado de Pedro Fernandes e Ana Lúcia Matos                                       |
| 2020            | Juntos de Novo                                                                   | Apresentadora, com Pedro Ribeiro e Ana Sofia Martins                                              |
| 2020            | Portugal na TVI                                                                  | Apresentadora                                                                                     |
| 2020            | Mental Samurai Especial                                                          | Concorrente                                                                                       |
| 2020            | Todos por Todos: Missão Continente                                               | Apresentadora                                                                                     |
| 2020            | Você na TV!                                                                      | Apresentadora, ao lado de Ruben Rua, em substituição de Manuel Luís Goucha                        |
| 2020            | Entrevista Especial                                                              | Entrevistada por Cristina Ferreira                                                                |
| 2020            | Noite de Cristina                                                                | Participação Especial                                                                             |
| 2020            | Natal em Família                                                                 | Apresentadora, em dupla com Cláudio Ramos                                                         |
| 2020            | Somos Natal                                                                      | Apresentadora                                                                                     |
| 2020            | Você na TV!                                                                      | Apresentadora da última emissão, ao lado de Manuel Luís Goucha, Cristina Ferreira e Iva Domingues |
| 2021            | Em Família - Sozinhos na Casa                                                    | Participação                                                                                      |
| 2021            | Parabéns, Portugal                                                               | Apresentadora                                                                                     |
| 2021            | Somos Família                                                                    | Apresentadora                                                                                     |
| 2021            | All Together Now                                                                 | Jurada Convidada                                                                                  |
| 2021            | Festival Bom para Portugal                                                       | Apresentadora                                                                                     |
| 2021            | Joga Portugal                                                                    | Apresentadora                                                                                     |
| 2021            | A Festa                                                                          | Apresentadora                                                                                     |
| 2021            | Missão Continente - Luzes com presença                                           | Apresentadora, ao lado de Nuno Eiró                                                               |
| 2022            | Parabéns TVI 29° Aniversário                                                     | Apresentadora                                                                                     |
| 2022            | Especial Primavera                                                               | Apresentadora                                                                                     |
| 2022            | 30 Anos de Ficção                                                                | Apresentadora                                                                                     |
| 2022            | A Festa                                                                          | Apresentadora                                                                                     |
| 2022 - presente | Há Festa no Hospital                                                             | Apresentadora                                                                                     |
| 2022            | Toda a Gente Me Diz Isso                                                         | Participação Especial                                                                             |
| 2023            | Parabéns TVI 30° Aniversário                                                     | Apresentadora                                                                                     |
| 2023/ 2024      | Arraial TVI                                                                      | Apresentadora                                                                                     |
| 2023            | Palácio das Estrelas                                                             | Apresentadora, com Cláudio Ramos e Idevor Mendonça                                                |
| 2023            | Casamento Real: Infanta Maria Francisca Isabel de Bragança e Duarte Sousa Araújo | Apresentadora, com Manuel Luís Goucha, Rita Rodrigues e José Carlos Araújo                        |
| 2023            | Missão Continente - A Ajuda Mora Aqui                                            | Apresentadora, com Manuel Luís Goucha                                                             |
| 2023            | Goucha - Especial Natal                                                          | Apresentadora, com Manuel Luís Goucha                                                             |
| 2024            | Parabéns TVI 31° Aniversário                                                     | Apresentadora                                                                                     |
| 2024            | Congela - 2ª. Temporada                                                          | Concorrente Convidada                                                                             |
| 2024            | Parada de Estrelas                                                               | Apresentadora, com Pedro Teixeira                                                                 |
| 2025            | Ano Novo, Vida Nova                                                              | Apresentadora, com Cláudio Ramos                                                                  |
| 2025            | Parabéns TVI 32° Aniversário                                                     | Apresentadora                                                                                     |
| 2025            | Maria                                                                            | Protagonista                                                                                      |
| 2025            | Ilha das Vacas Felizes                                                           | Apresentadora com Manuel Luís Goucha, Cristina Ferreira, Rafaela Granado e Rebeca Caldeira        |
| 2025            | Star Park                                                                        | Concorrente                                                                                       |
| 2025            | Dois às 10 - Especial Festas Populares                                           | Apresentadora, com Cláudio Ramos                                                                  |

### Eventos
| Ano  | Evento                                                    | Notas         |
| ---- | --------------------------------------------------------- | ------------- |
| 2010 | QSP Summit - IV Conferência Internacional de Marketing    | Apresentadora |
| 2010 | Entidade Regional de Turismo do Porto e Norte de Portugal | Apresentadora |
| 2014 | Gala Melhores do Ano 2014 - Revista Essência do Vinho     | Apresentadora |
| 2016 | Gala Melhores do Ano 2016 - Revista Essência do Vinho     | Apresentadora |
| 2018 | Moda Mar (3.ª Edição)                                     | Apresentadora |
| 2019 | Manifesto Moda                                            | Apresentadora |